# جيمس فلين (مبارز بالسيف)
جيمس فلين (بالإنجليزية: James Flynn)‏ هو مبارز بالسيف أمريكي، ولد في 8 أغسطس 1907 في باترسون في الولايات المتحدة، وتوفي في 15 أغسطس 2000 في ويست أورنج في الولايات المتحدة.

## وصلات خارجية
- جيمس فلين على موقع أوليمبيديا (الإنجليزية)